# Fred Branfman
Fred Branfman (né le 18 mars 1942 et mort le 24 septembre 2014) est un journaliste et un écrivain américain qui s'est illustré par ses prises de position antiguerre pendant la guerre du Viêt Nam en publiant de nombreux articles dans New York Times, Washington Post, ainsi que des livres sur les dégâts causés au Laos en particulier dans la plaine des Jarres. 
Il n'a pas cessé, par la suite, de s'opposer à toutes les guerres américaines  notamment les guerres d'Irak et d'Afghanistan.

## De l'armée à l'antiguerre
Branfman a d'abord été conseiller militaire du gouvernement pour le Laos en 1969, lors de la guerre du Vietnam. C'est à cette époque que la capitale, Vientiane, s'est trouvée envahie par plus de 25000 réfugiés qui fuyaient les bombardements massifs de l'aviation américaine.
Branfman était en même temps correspondant et traducteur pour divers organes de presse internationale. Il a aussitôt commencé une enquête auprès de ces réfugiés, leur demandant de raconter leur histoire, et de dessiner les mots que lui-même ne comprenait pas (certains laotiens parlaient un dialecte). Malgré les explications officielles qu'on lui donnait sur place, et bien que son entourage militaire niât tout rôle de l'U.S Air Force dans ces bombardements, Branfman enquêta. Il réunit tous les détails qu'il pouvait obtenir et il se rendit à Washington pour dénoncer, lors d'une réunion du Comité Spécial aux réfugiés du Sénat, les activités cachées du gouvernement américain au Laos, qui prétendait alors avoir laissé les bombardements à l'armée nord-vietnamienne.

## La vérité sur le Laos
En publiant les témoignages de réfugiés laotiens à Vientiane dans le recueil Voices from the Plain of Jars : Life under an Air War, dans lequel il avait réuni des poèmes des essais, des dessins des laotiens et des témoignages des réfugiés de la plaine des Jarres, Fred Branfman a démontré l'intensité des bombardements auxquels était soumise la plaine des jarres et le Laos de 1964 - 1969. Soutenu dans sa démarche par Howard Zinn, il a tenté de prouver que la plaine des jarres étaient parmi les régions les touchées par les bombardements américains. Il a avancé le chiffre de plus de 500 000 raids en tout, soit une attaque toutes les 8 minutes pendant 9 ans. Il a aussi démontré, cartes à l'appui, que la plaine des Jarres n'était pas sur le trajet de la piste Hô Chi Minh qui servait aux Nord-Vietnamiens à ravitailler en armes les combattants du Sud. On a découvert ensuite qu'il n'avait pas exagéré : le Laos aurait subi plus 500 attaques aériennes par mois selon le programme "Rolling Thunder, chiffres tirés des Pentagon Papers .
La région de la plaine des jarres a subi des dommages irréversibles dont on parle peu pour ne pas effrayer les touristes.
Branfman a ensuite été conseiller du gouverneur de Californie Jerry Brown.
Plus tard, Branfman, bien que vivant à Santa Barbara en Californie, continue de publier des articles dans divers journaux de la côte est : The New York Times,  The Washington Post, Harper's, the New Republic. et de militer contre la guerre. Il a soutenu John Kerry dans un article paru le 13 avril 2004, bien que Kerry n'ait pas adhéré au mouvement pacifiste anti-guerre du Vietnam. Il considérait l'homme comme un courageux truth teller

Il a été très affecté par la mort d'Howard Zinn auquel il a rendu hommage dans un article émouvant : 

« (...)Zinn est mort. J'étais allé à Boston l'année dernière pour passer une journée avec lui, parce que je n'avais pas envie d'apprendre une nouvelle comme celle-là sans l'avoir revu au moins une fois. Et maintenant je reste assis là. Effondré. »

— Fred Branfman sur le blog d'Alternet.org

## Publications
- Presidential War in Laos, 1964-1970, in N. S. Adams and A. W. McCoy Eds. Laos : War and Revolution, New York, NY, Harper and Row, 1970,
- They Survived : Sample Case Histories of Victims of American Bombs in Laos, Washington, DC, Committee of Responsibility, 1970,
- Presidential War in Laos, 1964-1970, in N. S. Adams and A. W. McCoy Eds., Laos : War and Revolution, New York, NY, Harper and Row, 1971,
- Voices from The Plain of Jars, Life Under an Air War (Des voix de la plain des jarres), Harper & Row, 1972,
- The Village of the Deep Pond, Ban Xa Phang Meuk, Laos, avec une introduction de James A..Hafner et Joel M Halpern International Area Studies Programs, University of Massachusetts at Amherst, 1978, consultable en ligne  (Un village avec une mare profonde),
- The Old Man : A Biographical Account of a Lao Villager, (le vieil homme, récit biographqie d'un villageois laotien, avec une introduction de James A. Hafner et Joel M Halpern, International Area Studies Programs, University of Massachusetts at Amherst, 1979.